# Ingrid Eberle
Ingrid Eberle (Dornbirn, 3 de junio de 1957) es un deportista austríaca que compitió en esquí alpino.
Ganó una medalla de bronce en el Campeonato Mundial de Esquí Alpino de 1980, en la prueba combinada. 
Participó en los Juegos Olímpicos de Lake Placid 1980, ocupando el sexto lugar en la prueba de descenso.

## Palmarés internacional
| Campeonato Mundial | Campeonato Mundial           | Campeonato Mundial | Campeonato Mundial |
| Año                | Lugar                        | Medalla            | Prueba             |
| ------------------ | ---------------------------- | ------------------ | ------------------ |
| 1980               | Lake Placid (Estados Unidos) | Medalla de bronce  | Combinada          |